# Kroatische Eishockeyliga 2006/07
Die Saison 2006/07 war die 16. Spielzeit der kroatischen Eishockeyliga, der höchsten kroatischen Eishockeyspielklasse. Meister wurde zum insgesamt zwölften Mal in der Vereinsgeschichte der KHL Medveščak Zagreb.

## Modus
Die Saison wurde in drei Phasen aufgeteilt. In der ersten Saisonphase spielten die drei Zagreber Klubs. Anschließend kam in der zweiten Saisonphase der INA Sisak hinzu. Die drei bestplatzierten Mannschaften der zweiten Saisonphase qualifizierten sich für die Finalrunde, wobei die Mannschaften gemäß ihrer Platzierung in der zweiten Saisonphase Bonuspunkte erhielten. Für einen Sieg erhielt jede Mannschaft zwei Punkte, bei einem Unentschieden gab es einen Punkt und bei einer Niederlage null Punkte.

## Erste Phase
|    | Klub                 | Sp | S | U | N | Tore  | Punkte |
| -- | -------------------- | -- | - | - | - | ----- | ------ |
| 1. | KHL Medveščak Zagreb | 4  | 4 | 0 | 0 | 25:12 | 8      |
| 2. | KHL Zagreb           | 4  | 1 | 0 | 3 | 17:20 | 2      |
| 3. | KHL Mladost Zagreb   | 4  | 1 | 0 | 3 | 14:24 | 2      |

Sp = Spiele, S = Siege, U = unentschieden, N = Niederlagen, OTS = Overtime-Siege, OTN = Overtime-Niederlage, SOS = Penalty-Siege, SON = Penalty-Niederlage

## Zweite Phase
|    | Klub                 | Sp | S | U | N | Tore   | Punkte |
| -- | -------------------- | -- | - | - | - | ------ | ------ |
| 1. | KHL Medveščak Zagreb | 6  | 6 | 0 | 0 | 91:20  | 12     |
| 2. | KHL Zagreb           | 6  | 3 | 0 | 3 | 51:34  | 6      |
| 3. | KHL Mladost Zagreb   | 6  | 3 | 0 | 3 | 51:32  | 6      |
| 4. | INA Sisak            | 6  | 0 | 0 | 6 | 16:123 | 0      |

Sp = Spiele, S = Siege, U = unentschieden, N = Niederlagen, OTS = Overtime-Siege, OTN = Overtime-Niederlage, SOS = Penalty-Siege, SON = Penalty-Niederlage

## Finalrunde
|    | Klub                 | Sp | S | U | N | Tore  | Punkte |
| -- | -------------------- | -- | - | - | - | ----- | ------ |
| 1. | KHL Medveščak Zagreb | 4  | 3 | 1 | 0 | 23:8  | 10(3)  |
| 2. | KHL Mladost Zagreb   | 4  | 2 | 0 | 2 | 18:21 | 5(1)   |
| 3. | KHL Zagreb           | 4  | 0 | 1 | 3 | 9:21  | 3(2)   |

Sp = Spiele, S = Siege, U = unentschieden, N = Niederlagen, OTS = Overtime-Siege, OTN = Overtime-Niederlage, SOS = Penalty-Siege, SON = Penalty-Niederlage, in Klammern Bonuspunkte